# Calenduleae
Calenduleae es una tribu de plantas con flores perteneciente a la subfamilia Asteroideae dentro de la familia Asteraceae. 
La tribu Calenduleae ha sido ampliamente reconocida desde Alexandre de Cassini a principios de los años 1800.  Tiene ocho géneros y más de 110 especies que en su mayoría se encuentran en África del Sur.
Es una relativamente estable clado dentro de las Asteraceae, con pequeñas modificaciones. La tribu también se encuentra en el suroeste de Asia, algunas islas del Atlántico, otras partes de África y en Europa, Tres nuevas especies dentro de la tribu han sido descubiertas en fecha tan reciente como 2003.

## Descripción
Las plantas varían en Calenduleae desde arbustos a hierba y, por lo general, presentan vistosas flores. Las características que definen la separación de los miembros de esta tribu de los demás géneros dentro de la familia son un dimorfismo de las asteráceas y el hecho de que  carece de  vilano. Calenduleae es el nombre de su género más importante económicamente, Caléndula, conocida en los medicamentos homeopáticos y como planta ornamental.  Otros géneros de Calenduleae producen plantas ornamentales, como  Osteospermum y Dimorphotheca.

## Historia y filogenia
La disposición cladística de este grupo de plantas ya fue reconocida ya en Andrea Cesalpino en el año 1630, y de nuevo por Giulio Pontedera en 1720, pero la nomenclatura oficial surgió después de la labor de la familia Cassini. A principios del siglo XX, algunos botánicos han colocado esta tribu como hermana de Senecioneae, sin embargo, se han conseguido pruebas moleculares de relaciones más estrechas entre la Astereae y la Calenduleae. Esta tribu ha demostrado monofilia a través de análisis químico de sus terpenos similares que se  encuentran en todas los especies probadas. Osteospermum y Garuleum comparten el mayor número de firmas químicas idénticas, lo que indica una estrecha filogenética y una relación de más recientes divergencias que otros géneros de la tribu. Una de las recién descubiertas Osteospermum ha presentado pruebas de un vínculo entre Osteospermum y Chrysanthemoides .
Se han producido algunos reajustes en la tribu Calenduleae. Eriachaenium que originalmente se agrupaba con Calenduleae,  se ha eliminado. Su ubicación sigue siendo incierta, aunque  ahora la hipótesis es de que pertenece a la Cichorioideae. El género Castalis se ha desdoblado en Osteospermum. Un análisis reciente de la Calenduleae ha revelado  varios descubrimientos filogenéticos, en particular:
- Osteospermum  sección Blaxium se coloca ahora en el género Dimorphotheca
- el subgénero Tripteris fue separado de Osteospermum
- el género Oligocarpus fue separado de Osteospermum
- Osteospermum sanctae-helenae ,  endémica de Santa Helena , ahora pertenece a Oligocarpus.[6]